# Hintersteinbach
Hintersteinbach ist einer von 22 Ortsteilen der baden-württembergischen Gemeinde Ellenberg, die im Ostalbkreis liegt.

## Geografie
Der Weiler liegt ein wenig nördlich des Rotach-Zuflusses Meizenbaches am Ostfuß der Hochebene von Ellenberg inmitten einer größeren Rodungsinsel. Das etwa ein Dutzend Hausnummern nebst einigen landwirtschaftlichen Nebengebäuden umfassende Hintersteinbach steht auf Höhen um 477 m ü. NHN, ist etwa vier Kilometer vom westnordwestlich gelegenen Ellenberg entfernt und dessen östlichster Ortsteil. Nur etwa einen halben Kilometer entfernt liegt am Südwestrand der Rodungsinsel der Ellenberger Einzelhof Zwiebelshof.

## Geschichte
Hintersteinbach wurde 1337 zum ersten Male urkundlich erwähnt als hindern Steinbach. Zum Ende des Heiligen Römischen Reiches war die Ortschaft im Besitz der Fürstpropstei Ellwangen und wurde mit der im Jahr 1802 erfolgten Säkularisation der Fürstpropstei zwangsweise vom Königreich Württemberg in Besitz genommen. Danach gehörte Hintersteinbach zum neu geschaffenen Oberamt Ellwangen und wurde durch die zu Beginn des 19. Jahrhunderts im Königreich Württemberg durchgeführten Verwaltungsreformen zu einem Bestandteil der eigenständigen Landgemeinde Ellenberg, zu der auch noch 18 weitere Ortschaften gehörten.

## Verkehr
Ellenberg hat Anschluss an das öffentliche Straßenverkehrsnetz über die von Ellenberg nach Stödtlen im Osten verlaufende
Kreisstraße K 3221, von der im Ort nach Nordosten ein Nebensträßchen abgeht, das eine Verbindung nach Wört im Norden schafft.